# Рейхскомиссариат Норвегия
Рейхскомиссариа́т Норве́гия (нем. Reichskommissariat Norwegen, норв. Rikskommissariat Norge/Noreg), или (нем. Reichskommissariat für die besetzten norwegischen Gebiete) — «имперский комиссариат по делам оккупированных норвежских территорий») — оккупационный режим, созданный нацистской Германией в оккупированной немцами Норвегии во время Второй мировой войны. Главой на протяжении 4 лет был Йозеф Тербовен, покончивший с собой 8 мая 1945. Немецкие войска под командованием генерала Франца Беме были разбиты советскими войсками, а независимость Норвегии восстановлена.

## Вторжение Германии в Норвегию
Вторжение в Норвегию произошло в ночь с 8 на 9 апреля 1940. Германия вторглась в Норвегию, ссылаясь на то, что Норвегия требовала защиты от военной агрессии со стороны Великобритании и Франции. После вторжения Германия решила следующие стратегические проблемы:
- Получен доступ к северным норвежским морским портам для дальнейшего доступа в Северный Ледовитый океан и Северную Атлантику.
- Получен доступ к шведской железной руде, вывоз которой проводился через Нарвик.
- Опережение британского и французского вторжения в Норвегию.

В соответствии с доктриной «блицкрига», немецкие воздушные и морские силы напали на Норвегию в рамках операции «Везерюбунг», которая началась 9 апреля 1940 года. С намерением закрепиться в Осло и Тронхейме они начали наземное наступление против внутреннего сопротивления в Норвегии. Норвежская армия несколько раз пыталась дать отпор, но ей это не удалось. Хотя военное сопротивление в Норвегии имело небольшой военный успех, оно имело значительный политический эффект, что позволило норвежскому правительству, в том числе Королевской семье, уехать из Норвегии и сформировать правительство в изгнании. Этому главным образом способствовала гибель немецкого крейсера «Блюхер» в заливе Осло-фьорд в первый день вторжения, а также битва между немецкими и норвежскими войсками под Мидтскугеном.
Большая и лучшая часть норвежского войска была потеряна в первые 24 часа после немецкого вторжения, что значительно снизило эффективность действий норвежцев. Военное сопротивление в южной Норвегии прекратилось уже 2 мая.

## Режим Квислинга
Коллаборационистская поддержка поступала из пронацистского Национального объединения (Норвегии) (норв. Nasjonal Samling) во главе с Видкуном Квислингом, который был назначен Адольфом Гитлером. Квислинг стал министр-президентом Норвегии в 1942, но не имел реальной власти. Рейхскомисар Тербовен имел контроль над Норвегией в качестве губернатора, и над вооруженными силами, расположенными в Норвегии, которые были под командованием немцев.